# Nathan Goff, Jr.
Nathan Goff, Jr. (Clarksburg, 1843. február 9. – Clarksburg, 1920. április 24.) az Amerikai Egyesült Államok szenátora (Nyugat-Virginia, 1913–1919).